# Музеї Рогатинського району
| Назва                                            | Місцезнаходження                                  | Короткий опис | Зображення |
| ------------------------------------------------ | ------------------------------------------------- | --- | ---------- |
| Музей-пам'ятка Церква св. Духа                   | Рогатин, вул. Роксолани,10                        | У 1983 році церква Святого Духа стала музеєм. Рогатинська Святодухівська церква згадується в XII століття. Побудована вона без цвяхів, при потребі використовувались дерев'яні кілки й збереглася до цих часів |            |
| Рогатинський художньо-краєзнавчий музей          | Рогатин, вул. М. Угрина — Безгрішного, 14,        | Музей діє з 2004 року в приміщенні відновленої садиби Миколи Угрина |            |
| Історико-краєзнавчий музей села Букачівців       | Рогатинський район, Букачівці, вул. Чорновола, 55 | Відкритий у 1988 році |            |
| Музей визвольних змагань імені Богдана Лепкого   | Рогатинський район, Жовчів                        | Відкритий в 1995 році |            |
| Рогатинський історико-краєзнавчий музей «Опілля» | Рогатин, вул. Галицька, 52-л — Безгрішного, 14,   | Музей відкрито 18 листопада 2018 року |            |